# Jane Frederick
Jane Wardwell Frederick (ur. 7 kwietnia 1952 w Oakland) – amerykańska lekkoatletka, wieloboistka, dwukrotna uczestniczka letnich igrzysk olimpijskich (Monachium 1972, Montreal 1976).

## Sukcesy sportowe
- dziewięciokrotna mistrzyni Stanów Zjednoczonych w siedmioboju – 1972, 1973, 1975, 1976, 1979, 1981, 1983, 1985, 1986
- dwukrotna mistrzyni Stanów Zjednoczonych w biegu na 100 metrów przez płotki – 1975, 1976[1]
- halowa mistrzyni Stanów Zjednoczonych w biegu na 60 metrów przez płotki – 1977[2]
- siedmiokrotna rekordzistka Stanów Zjednoczonych w siedmioboju
- piętnastokrotna rekordzistka Stanów Zjednoczonych w pięcioboju
- pięciokrotna zwyciężczyni mityngów "Hypo-Meeting" – 1978, 1979, 1981, 1982, 1985[3]

| Rok  | Miasto   | Zawody               | Konkurencja | Wynik         |
| ---- | -------- | -------------------- | ----------- | ------------- |
| 1975 | Rzym     | letnia uniwersjada   | pięciobój   | złoty medal   |
| 1976 | Montreal | igrzyska olimpijskie | pięciobój   | 7. miejsce    |
| 1977 | Sofia    | letnia uniwersjada   | pięciobój   | srebrny medal |
| 1987 | Rzym     | mistrzostwa świata   | siedmiobój  | brązowa medal |

## Rekordy życiowe
| Dystans    | Wynik     | Miasto i data       |
| ---------- | --------- | ------------------- |
| siedmiobój | 6803 pkt. | Talence 16/09/1984  |
| pięciobój  | 4566 pkt. | Montreal 26/07/1976 |